# Entomobrya arborea
Entomobrya arborea är en urinsektsart som först beskrevs av Tycho Fredrik Hugo Tullberg 1871.  Entomobrya arborea ingår i släktet Entomobrya, och familjen brokhoppstjärtar. Arten är reproducerande i Sverige.